# 穆爾黑德鎮區 (明尼蘇達州克萊縣)
穆爾黑德鎮區（英語：Moorhead Township）是位於美國明尼蘇達州克萊縣的一個行政鎮區。

## 地方資料
穆爾黑德鎮區的面積為49.00平方千米，當中陸地面積為49.00平方千米，而水域面積為0.00平方千米。根據2020年美國人口普查的數據，當地共有人口184人，而人口密度為每平方千米3.76人。